# Megascops marshalli
Corujinha-de-marshall ou corujinha-nubícola (Megascops marshalli) é uma espécie de ave da família Strigidae.
Pode ser encontrada nos seguintes países: Bolívia e Peru.
Os seus habitats naturais são: regiões subtropicais ou tropicais húmidas de alta altitude.
Está ameaçada por perda de habitat.